# George Ritzer
George Ritzer ( * 1940, New York) je americký sociolog a univerzitní profesor. I když se většinu svého života zabývá sociologií, sociologii nikdy nevystudoval. Jeho vědecký zájem se soustřeďuje na globalizaci, metateorii, konzumní vzorce a moderní a postmoderní sociální teorii. Jeho doposud nejvýznamnějším přínosem v oblasti sociologie je koncept tzv. mcdonaldizace. V současné době působí Ritzer na University of Maryland, kde získal titul Distinguished Professor.

## Život

### Raná léta a studium
Ritzer se narodil v roce 1940 v New Yorku do židovské rodiny. Má mladšího bratra, jeho otec pracoval jako taxikář a matka jako sekretářka. Ritzer popisuje svou výchovu jako ve vyšší nižší třídě. Když jeho otec onemocněl, spekulovalo se, že přijde o svou práci. Ritzerova matka rozbila rodinné prasátko, aby uživila rodinu. Přestože se rodina potýkala s finančními problémy, Ritzer neměl pocit strádaní vzhledem k prostředí, kde žil.
V roce 1958 absolvoval střední školu Bronx High School of Science. Uvádí, že se na zdejší škole setkal s nejbystřejšími lidmi, které ve svém životě kdy potkal. Během studií na Bronx High School of Science získal stipendium New York State Regents Scholarship, se kterým mohl jít studovat na jakoukoliv univerzitu.
Ritzer byl přijat na City College of New York, v té době byla univerzita bezplatná. Tato univerzita byla považována za solidní školu pro relativně chudé studenty z New Yorku. Ritzer mohl bydlet doma, tudíž jeho stipendium společně s bezplatným školným pomohlo rodině po finanční stránce. Roku 1962 získal bakalářský titul v oboru účetnictví na City College of New York. Rozhodl se, že chce pokračovat ve studiu a získat magisterský titul. Chtěl opět studovat podnikání, nikdy však neměl dobrý prospěch, ale standardizované testy mu vždy šly. Byl přijat do MBA programu na University of Michigan Ann Arbor, kde dostal částečné stipendium. Zajímal se o ruskou literaturu, takže si zapsal vedle předmětů týkajících se podnikání i kurz ruské literatury. Ritzer tvrdí, že studium v Michiganu mu pomohlo se stát lepším studentem. Po absolvování The University of Michigan v roce 1964 začal Ritzer pracovat v oddělení personálního managementu firmy Ford Motor Company. Na tuto pozici byli ale přijaty tři osoby místo jedné. Nicméně se od nich čekalo, že budou zaneprázdnění prací, tudíž Ritzer neustále chodil na obchůzky po továrně, aby sledoval dělníky při práci. Ve Fordu byly problémy v organizační struktuře podniku.
Ritzerova šestiměsíční práce byla ohodnocena jako uspokojivá s jediným komentářem: „Ritzer vtrhnul do mé kanceláře bez zaklepání.“
Ritzer říká: „Chtěl bych vidět společnost, ve které lidé mají možnost být kreativní, raději než společnost, kde je kreativita omezena či eliminována.“ Kdykoliv se snažil ve Fordu být kreativní, byly jeho návrhy zamítnuty, což ho přimělo přihlásit se do Ph. D. studia. V roce 1965 byl přijat do doktorského programu v oboru Organizační chování (Organizational Behaviour) na Cornell University, kde mu jeho poradce Harrison Trice navrhl, zda se nechce věnovat sociologii. Byla mu doporučena kniha „Introduction to Sociology“ od autorů L. Brooma a P. Selznicka, která ho ohromila. Na kurzu americké společnosti (American Society) napsal 102stránkovou práci, která byla ohodnocena známkou A+ s komentářem: „Je to příliš dlouhé na to, aby to nebylo dobré.“
Svou disertační práci úspěšně obhájil roku 1968, o rok později byla univerzitou publikována jako kniha.

### Akademická dráha
V letech 1968–1970 působil Ritzer jako Assistant Professor na Tulane University, v letech 1970–1974 jako Associate Professor na University of Kansas. Od roku 1974 je profesorem na University of Maryland, kde v roce 2001 získal hodnost Distinguished Professor.
V průběhu let byl hostujícím profesorem na několika evropských univerzitách: ve Velké Británii (University of Surrey, 1984, 1990), Finsku (Tamperská univerzita, 1996), Německu (Universität Bremen, 2001), Rakousku (Univerzita Salcburk, 2012) a Itálii (Associazione per l’Istituzione della Libera Università Nuorese, 2002, 2004–2008). V roce 1988 působil jako hostující profesor v Číně na univerzitách v Šanghaji a Pekingu, v roce 2013 byl hostujícím vědcem na Ludwig-Maximilians-Universität München.

## Sociologie G. Ritzera
George Ritzer je americký sociolog. Ve své rané tvorbě se zabýval metateorií, která je rozdělena do tří základních paradigmat. Dalšími klíčovými body jsou pojmy mcdonaldizace a společnost kreditních karet. Spolu s Donem Slaterem založil sociologický časopis Journal of Consumer Culture, kde se zamýšleli nad pojmy glokalizace (glocalization) a grobalizace (grobalization).

### Glokalizace a grobalizace
Termín glokalizace poukazuje na to, že se jedná o proces globalizace a lokalizace. Je to proces zahrnující škálu sociálních, kulturních a ekonomických faktorů. Míchá se zde lokalizace, která se týká jednotlivců (popř. komunit) a organizací, a globalizace, proces zahrnující celou planetu. Glokalizace se velmi často odráží na velkých společnostech, které v různých částech světa mění svou obchodní strategii, aby se zde udržely na trhu. Jeden z případů glokalizace je McDonalds, který v každé zemi nabízí trochu jiné menu (McFalafel v Egyptě, Kiwiburgery na Novém Zélandu, možnost burgerů bez hovězího masa v Indii apod.). Mezi další glokalizované společnosti patří např. Google, Amazon, nebo Microsoft.
Termín grobalizace je pravým opakem. Slovo grobalizace vzniklo ze slov grow (růst) a globalizace a naznačuje to, že společnosti, národy nebo organizace se snaží co nejrychleji růst a zvyšovat své zisky. Podle Ritzera je to „Imperialistická ambice národů, společností nebo organizací a jejich snaha vnutit se jiným oblastem ve světě.”
Tedy kdybychom označili glokalizaci jako interakci globálního a lokálního, grobalizaci bychom označili jako jejich konflikt. Příkladem grobalizace je tzv. amerikanizace kultur.
Ritzer se také ve článku Rethinking Globalization: Glocalization/Grobalization and Something/Nothing zabývá dichotomií glokalizace-grobalizace a něco-nic. Koncepty něco a nic zde definuje takto: „Nic je sociální forma která je obecně centrálně vytvořená, kontrolovaná a chybí jí substantivní obsah. Něco je sociální forma která je vytvořená přirozeně, je kontrolovaná a je bohatá na substantivní obsah. Tyto dvě formy dávají smysl jen když jsou k sobě přirovnány.”
Vzniká zde tedy dichotomie a zároveň jakési kontinuum, kde něco a nic jsou dva póly mezi nimiž je přechod. Ritzer také uvádí typy něčeho a ničeho a příklady k nim:
| Něco                            | Nic                                  |
| ------------------------------- | ------------------------------------ |
| Místo (místní banka)            | Nemísto (firma s kreditními kartami) |
| Věc (osobní půjčka)             | Nevěc (půjčka na kreditní kartu)     |
| Osoba (bankéř)                  | Neosoba (zaměstnanec telemarketingu) |
| Služba (individuální asistence) | Neslužba (automatizovaný telefon)    |

Přirozeně by většina lidí podle definic přiřadila glokalizaci k něčemu a grobalizaci k ničemu. Ritzer ale říká, že tomu tak vůbec není, a uvádí graf, který popisuje vztah mezi glokalizací-grobalizací a něčím-ničím, a uvádí tak termíny glokalizace něčeho, glokalizace ničeho, grobalizace něčeho a grobalizace ničeho.

### McDonaldizace
Ritzer ve své knize The McDonaldization of Society popisuje, jaký dopad na společnost má úspěch fast foodových restaurací. Říká, že tyto restaurace se staly paralelou pro americký styl života – Američané se snaží svůj život zracionalizovat, zrychlit a zefektivnit, což se dá snadno porovnat s chodem fast foodových restaurací. Rozpínavost těchto restaurací má za důsledek homogenizaci americké kultury a životního stylu, protože podporuje efektivnost, racionalitu a dehumanizaci.
McDonaldizace se neděje jen ve sféře fast foodových restaurací – prostupuje jak gastronomii, tak průmysl, školství a lékařství. Předchůdce mcdonaldizace je podle Ritzera Weberova teorie racionalizace společnosti, která ale už není tak relevantní, protože Weberova doba se od té naší v mnohém lišila.

#### Aspekty McDonalizace

##### Efektivita
Tento aspekt popisuje snahu společnosti najít optimální řešení k dosažení nějakého cíle. Ritzer zde udává příklad americké rodiny, ve které oba rodiče pracují a nemají tedy čas vařit. Dříve nedostatek času řešili tzv. „TV dinners” (předpřipravená jídla, polotovary), dnes už ani to nestačí, proto často chodí do restaurací (nejlépe fast foodových).
Fenomén efektivity ovlivnil nejen fast food, ale mnoho dalších odvětví, např. celý proces dodávání surovin do těchto podniků – farmy, ranče, jatka, skladiště apod. všechny fungují na principu co největšího zvýšení efektivity a zisků.
Problém podle Ritzera nastává, když se lidé moc soustředí na maximalizaci efektivity a zapomenou, co je tím cílem, kterého se snaží dosáhnout (spojeno s Weberovou racionalizací – Weber jako hlavní příklad uvádí byrokraty).

##### Předvídatelnost
Ritzer říká, že v moderní společnosti lidé chtějí vědět, co mohou od daného podniku očekávat, překvapením se snaží co nejvíce vyhnout. Proto často vyhledávají fast foodové restaurace v nichž je stále stejné menu, které se nemění ani časem, ani s jinou pobočkou.
Také dodává, že tato předpovídatelnost se objevuje v mnoha částech amerického každodenního života – TV dinners jsou vždy stejné, stejně tak dovolené s cestovními kancelářemi, koníčky, sport, i původně nepředvídatelné zábavní parky se v změnily po vzoru Disneylandu.

##### Spočítatelnost neboli upřednostnění kvantity před kvalitou
Podle Ritzera se kvalita jako taková těžko měří, proto se moderní společnost zaměřila na kvantifikování všeho, co se kvantifikovat dá. K tomu velmi napomohl vynález počítače, který ale také zapříčinil to, že dnešní společnost dává přednost kvantitě před kvalitou. Jako příklad uvádí elektronicky známkované testy a to, že jsme zredukovali znalosti a dovednosti studentů na pouhé body a percentily. Tato taktika je využívána také v průmyslu (montážní linky) nebo opět v McDonalds (důraz je kladen na to kolik kusů se prodá, ne jak dobré jsou).

##### Dehumanizace
Ritzer uvádí, že nejen, že jsou výroba a servírování jídel ve fast foodových restauracích z velké části automatizovány, i pracovníci těchto restaurací mají striktní protokol, který z nich dělá tzv. „lidské stroje”. A když už společnost dělá stroje z lidí, nahrazení zaměstnanců roboty není daleko.

##### Kontrola
Dnešní lidé se podle Ritzera chtějí zbavit nejistot v životě – hlavním faktorem těchto nejistot jsou další lidé. Proto jsou velké firmy jako McDonalds posedlé kontrolováním svých zaměstnanců – čemuž napomáhá automatizace výroby (viz aspekt dehumanizace) – a zákazníků, v jejichž případě je málo parkovacích míst, obsluhy a míst na sezení jistotou, že z restaurace co nejdříve odejdou a uvolní tím prostor dalším zákazníkům, kteří přinesou restauraci profit.
V knize Expressing America navazuje Ritzer na pojem mcdonaldizace a zabývá se funkcí kreditních karet ve společnosti, které jsou také součástí konzumní kultury.

### Paradigmata
Ritzer tvrdí, že sociologie je rozdělená do 3 základních paradigmat. Sociální pravda paradigmatu se zaměřuje na velké sociální struktury a vnější sociální omezení jako normy a hodnoty. Sociální definice paradigmatu se zaměřuje na cestu, na které herci (představitelé) vymezí sociální situaci. Paradigma sociálního chování se zabývá příčinami a výsledkem lehkomyslného chování jednotlivců.

## Ocenění
K jeho oceněním patří čestný doktorát z La Trobe University of Melbourne v australském státě Victoria. Stal se také čestným patronem univerzitního filosofického spolku (University Philosophical Society) na Trinity College v Dublinu. Za svůj pedagogický přínos v oblasti sociologie získal ocenění Distinguished Contributions to Teaching Award udělované Americkou sociologickou asociací.